# 이문세쇼
《이문세쇼》는 1995년 9월 16일부터 1996년 10월 12일까지 방영했던 KBS 2TV의 전문 음악 프로그램이다. 이 프로그램은 잇따른 자사 프로그램 홍보 때문에 시청자들의 눈살을 찌푸리게 했다는 지적이 있었으며 MC 이문세의 개인사정 탓인지 1996년 가을개편 때 막을 내렸다.

## 기획 의도
이야기꾼 이문세의 퍼스낼리티를 살려 화제 인물과의 재미있고, 유익한 토크와 예리한 세태풍자, 격조 높은 음악을 함께 구성하는 새로운 형식의 버라이어티 토크쇼 프로그램이다.

## 방송 시간
- 1995년 9월 16일 ~ 1995년 9월 30일: 매주 토요일 밤 10시 ~ 11시
- 1995년 10월 7일 ~ 1995년 11월 4일: 매주 토요일 밤 9시 50분 ~ 10시 50분
- 1995년 11월 11일 ~ 1996년 6월 29일: 매주 토요일 밤 11시[3] ~ 12시
- 1996년 7월 6일 ~ 1996년 10월 12일: 매주 토요일 밤 9시 ~ 10시 5분

## 진행자
- 이문세

## 에피소드 목록

### 1995년
| 회차 | 방송일    | 출연자                                                 | 영상(풀영상버전) | 비고 |
| ---- | --------- | ------------------------------------------------------ | ---------------- | --- |
| 1회  | 9월 16일  | 노이즈, 김건모, 박미경, 양희은, 노영심, 윤석화, 박상원 |                  | 프롤로그 |
| 2회  | 9월 23일  | 김건모, 최진실, 김수동, 남궁연                         |                  | |
| 3회  | 10월 7일  | 조영남, 솔리드                                         |                  | |
| 4회  | 10월 14일 | 이승연, 이상은, 한동준                                 |                  | 소녀 - 이문세 / 배우 이승연 토크 / Moon River - 이상은 / 가수 이상은 토크 / 가수 한동준 토크 / 사랑의 서약 - 한동준 |
| 5회  | 10월 21일 | 박미경, 유지인, 김종서                                 |                  | 화요일에 비가 내리면 - 박미경 / 가수 박미경 토크 / 배우 유지인 토크 / 지금은 알 수 없어 - 김종서 / 가수 김종서 토크 |
| 6회  | 10월 28일 | 이소라, 오세훈, 김광석                                 |                  | 모델 이소라 토크 / 변호사 오세훈 토크 / 흐린 가을하늘에 편지를 써 - 김광석 / 가수 김광석 토크 / 일어나 - 김광석 |
| 7회  | 11월 4일  | 김현철, 임지웅, 공석환, 박광덕, 강수지                 |                  | |
| 8회  | 11월 11일 |                                                        |                  | 드라마 '젊은이의 양지' 쫑파티 편 |
| 9회  | 11월 18일 | 윤문식, 최주봉, 권소정, 이소라, 서세원                 |                  | |
| 10회 | 11월 25일 | 도지원, 김희선, 정준, 하용수, 박영선, 이은미, 임희숙   |                  | 배우 도지원, 김희선, 정준 토크 / 디자이너 하용수 토크 / 모델 박영선, 디자이너 하용수 토크 / 기억속으로 - 이은미 / 슬퍼보여서 아름다운 여자 - 임희숙 / Bring it on home to me - 이은미, 임희숙 / 가수 이은미, 임희숙, 디자이너 하용수, 모델 박영선 토크 |
| 11회 | 12월 2일  | 홍경인, 이성미, 박미선, 한영애                         |                  | 깊은 밤을 날아서 - 홍경인, 이문세 / 홍경인 토크 / 이성미, 박미선 토크 / 마음 깊은 곳에 그대로를 - 한영애 / 한영애 토크 / 불어오라 바람아 - 한영애 |
| 12회 | 12월 9일  | 유열, 최화정, 유영석, 송창식                           |                  | 지금 그대로의 모습으로 - 유열 / 유열, 유영석, 최화정 토크 / Your Song - 유영석 / 사랑이야, 담배가게 아가씨, 우리는 - 송창식 |
| 13회 | 12월 16일 | 박중훈, 금난새, 일기예보                               |                  | 박중훈 토크 / 그대 나를 보면 - 박중훈, 이문세 / 박중훈 토크 / 지휘자 금난새 토크 / 그룹 일기예보 토크 / 떠나려는 그대를 - 일기예보 / Java Jive - 일기예보                                                                                              |
| 14회 | 12월 23일 |                                                        |                  | 크리스마스 특집 |

### 1996년
| 회차 | 방송일    | 출연자 | 영상(풀영상버전) | 비고 |
| ---- | --------- | --- | ---------------- | --- |
| 15회 | 1월 6일   | 노이즈, 김건모, 박미경, 양희은, 노영심, 윤석화, 박상원                                                                  |                  | |
| 16회 | 1월 13일  | 김민종, 김동수, 노웰 코퀴라드, 박철수, 방은진                                                                           |                  | 나를 찾아서 - 김민종 / 김민종 토크 / 사랑한 후에 - 김민종 / 김동수 토크 / 방은진 토크 / 어떤 그리움 - 방은진 |
| 17회 | 1월 20일  | 전유성, 김정민, 유인촌                                                                                                  |                  | 전유성 토크 / 슬픈 언약식 - 김정민 / 김정민 토크 / 마지막 약속 - 김정민 / 유인촌 토크 / 전유성 토크 / 난 아직 모르잖아요 - 이문세 |
| 18회 | 1월 27일  | 뱅크, 정선경, 동물원 |                  | 이 세상 살아가다보면 - 이문세 / 가질 수 없는 너 - 뱅크 / 뱅크 토크 / 정선경 토크 /변해가네, 우리들은 미남이다 - 동물원 / 동물원 토크 / 널 사랑하겠어 - 동물원 |
| 19회 | 2월 3일   | 컬트, 이승환 |                  | 너를 품에 안으면 - 컬트 / 이별에 대처하는 우리들의 자세, 다만, 하숙생, 기다린 날도 지워질 날도 - 이승환 |
| 20회 | 2월 10일  | 윤종신, 허수경, 임기훈, 박영미                                                                                          |                  | |
| 21회 | 2월 17일  | 최진실, 주현미 |                  | |
| 22회 | 2월 24일  | 최민수, 더 클래식 |                  | 최민수 토크 / 마법의 성 - 더 클래식 / 더 클래식 토크 / 여.우.야 - 더클래식 |
| 23회 | 3월 2일   | 서정희, 정원영 |                  | |
| 24회 | 3월 9일   | 허재, 박선영, 이주현, 김미성, 민치영                                                                                    |                  | |
| 25회 | 3월 16일  | 장은영, 이승철 |                  | |
| 26회 | 3월 23일  | 안성기, 패닉 |                  | 오늘 같은 밤 - 안성기, 이문세 / 영화배우 안성기 / 달팽이 - 패닉 / 그룹 패닉 토크 / Imagine - 패닉 |
| 27회 | 3월 30일  | 김동규, 박성미, 윤유선, 유호정, 안치환                                                                                  |                  | |
| 28회 | 4월 6일   | 녹색지대, 문성근, 이정현, 박정운                                                                                        |                  | 준비없는 이별 - 녹색지대 / 그룹 녹색지대 / 영화배우 문성근 토크 / 교실 이데아 - 이정현 / 영화배우 이정현, 문성근 토크 / Let it be - 박정운 / 오늘 같은 밤이면 - 박정운 / 그대 내 품에 - 박정운 |
| 29회 | 4월 13일  | 윤현수, 김혜수, TOTO |                  | |
| 30회 | 4월 20일  | 김민기, 강기영, 손무현, 정원영, 이적, 김현철, 김진표, 이상은, 장혜진, 이주한, 마마스 앤 파파스(The Mamas and the Papas) |                  | JAM 콘서트 특별 생방송 달팽이 - 이적 / 내게로 - 장혜진 / 왜그래 - 김현철 / 붉은노을 - 이문세 / 사랑하기 때문에 - 이적 x 장혜진 x 김현철 x 이문세 x 이상은 / 미인 - 이적 x 장혜진 x 김현철 / California dreaming - Mamas & Papas / If you are going to San Francisco - Mamas & Papas / 공무도하가 - 이상은 / 다시 시작해 - 정원영 / 친구에게 - 김민기 / 안녕하세요 - 삐삐밴드 / Yesterday - 이적 x 장혜진 x 김진표 x 이문세 x 이상은 / Hey Jude - 이적 x 장혜진 x 김진표 x 이문세 x 이상은 |
| 31회 | 4월 27일  | 패닉, 장혜진, 오정해, 유영진                                                                                            |                  | Yesterday - 패닉, 장혜진, 이문세 / 칠갑산 - 오정해 / 국악인 오정해 인터뷰 / 두번째 이별 - 유영진 / 유영진 인터뷰 / You are not alone - 유영진 |
| 32회 | 5월 4일   | 김미화, 장혜진 |                  | |
| 33회 | 5월 11일  | 남경주, 최정원, 이수만, 이예린                                                                                          |                  | |
| 34회 | 5월 18일  | 공옥진, 김창완 |                  | |
| 35회 | 5월 25일  | 정명훈, 조규찬, 박학기                                                                                                  |                  | |
| 36회 | 6월 1일   | CDB, 김흥국, 조영남 |                  | |
| 37회 | 6월 8일   | 패닉, 솔리드, 김건모 |                  | |
| 38회 | 6월 15일  | 신승훈, 강수연, 최재훈                                                                                                  |                  | Vincent - 신승훈 / 요망사항 - 신승훈 / 신승훈 토크 / I Love You - 신승훈 / 강수연 토크 / 잊을 수 없는 너 - 최재훈 |
| 39회 | 6월 22일  | 이소라, 코나, 심수봉 |                  | The Girl from Ipanema - 이소라 / 잊지 말기로 해 - 이소라, 이문세 / 이소라 x 코나 토크 / 우리의 밤은 당신의 낮보다 아름답다 - 코나, 이소라 / 이소라 토크 / 처음 느낌 그대로 - 이소라 / You've got a friend - 심수봉 / 심수봉 토크 / 남자는 배 여자는 항구 - 심수봉 / 비나리 - 심수봉 |
| 40회 | 6월 26일  | 유앤미블루, 이정재, 빛과 소금                                                                                           |                  | |
| 41회 | 7월 6일   | 서세원, 최백호, 윤상 |                  | |
| 42회 | 7월 13일  | 정재환, 강산에 |                  | 이문세쇼 상반기 결산 |
| 43회 | 8월 10일  | 김경욱, 이은희, 김동현, 채국희, 윤종신, 유희열, 김연우                                                                  |                  | 양궁선수 김경욱 토크 / 이은희(이지안), 김동현, 채국희 토크 / 환생 - 윤종신 / 윤종신, 유희열 토크 / 내가 너의 곁에 잠시 살았다는 걸 - 김연우 / 내사랑 못난이 - 윤종신 |
| 44회 | 8월 17일  | 클론, 김지호, 남궁연 |                  | |
| 45회 | 8월 24일  | 육각수, 이혜영, 인순이                                                                                                  |                  | 다시 - 육각수 / 그룹 육각수 토크 / 이혜영 토크 / 모나리자 - 인순이 / 밤이면 밤마다 - 이문세 / 붉은 노을 - 인순이, 이문세 / 또 - 인순이 / 가수 인순이 토크 / 이별 연습 - 인순이 |
| 46회 | 8월 31일  | 이경실, 봄여름가을겨울, 김장훈, 최화정                                                                                  |                  | |
| 47회 | 9월 7일   | 베이시스, 김승우, 임웅균                                                                                                |                  | |
| 48회 | 9월 14일  | Portrait, 심혜진, 변진섭                                                                                                |                  | |
| 49회 | 9월 21일  | 성진우, 김민종, 로버트 할리, 킹스 싱어즈                                                                                |                  | |
| 50회 | 9월 28일  | 신승훈, 김건모 |                  | 50회 특집 악몽 - 김건모 / 김건모 토크 / 잠 못드는 밤 비는 내리고 - 김건모 / 단발머리 - 김건모 / Part time lover - 김건모 / 미련 - 김건모 / 깊은 밤을 날아서 - 이문세, 신승훈 / 신승훈 토크 / 미소속에 비친 그대 - 신승훈 / 신승훈 토크 / Honesty - 신승훈 / Be bop a lula - 신승훈 / Because I love you girl - 신승훈 / 사랑 - 신승훈 / Unchained Melody - 신승훈 / 신승훈 토크 / 가수 신승훈, 김건모 / You are so beautiful - 신승훈, 김건모                                             |
| 51회 | 10월 5일  | 패닉, 홍록기 |                  | 이문세 콘서트 그대 - 이문세 / 파랑새 - 이문세 / Quando, Quando, Quando - 이문세 / 그대와 영원히 - 이문세 / 사랑이 지나가면 - 이문세 / 소녀 - 이문세 / 어허야 둥기둥기 - 이문세 / 조조할인 - 이문세, 패닉 / 패닉 토크 / 그 어릿광대의 세 아들들에 대하여 - 패닉 / 이 세상 살아가다보면 - 이문세 / 할말을 하지 못했죠 - 이문세 / 그대 나를 보면 - 이문세 / 붉은 노을 - 이문세 |
| 52회 | 10월 12일 | 이소라, 서세원 |                  | 에필로그 |

## 같이 보기
- 《노영심의 작은음악회》
- 《이소라의 프로포즈》
- 《윤도현의 러브레터》
- 《이하나의 페퍼민트》
- 《유희열의 스케치북》
- 《이소라의 두 번째 프로포즈》